# Kórei
Kórei (japonsky 孝霊天皇, Kórei tennó) byl v pořadí sedmým japonským císařem podle tradičního pořadí posloupnosti. O tomto císaři a jeho možné existenci nejsou k dispozici žádné jasné údaje a historici ho tudíž nazývají „legendárním císařem“. Kórei se narodil roku 342 př. n. l. a je považován za nejstaršího syna císaře Kóana. Měl jednu manželku a tři konkubíny, se všemi měl dohromady sedm dětí. Vládl od roku 290 až do své smrti v roce 215, kde ho na trůnu nejspíše vystřídal jeho syn, císař Kógen.